# Giuseppe Montalto
Giuseppe Montalto (Trapani, 14 maggio 1965 – Trapani, 23 dicembre 1995) è stato un poliziotto italiano del corpo di polizia penitenziaria, ucciso da Cosa nostra.

## Biografia
Agente scelto della polizia penitenziaria, prestò prima servizio al carcere delle Vallette di Torino.
Era in servizio da un paio d'anni al carcere dell'Ucciardone di Palermo, nella sezione di massima sicurezza, quella riservata ai boss.
Ucciso l'antivigilia di Natale da due killer a Palma, una frazione di Trapani (divenuta poi parte di Misiliscemi), davanti alla casa del suocero quando scese dalla sua Fiat Tipo per portare una bombola di gas dentro casa, presenti la moglie incinta e la figlia di 10 mesi.
Il delitto fu considerato un avvertimento dei vertici di Cosa Nostra nei confronti del trattamento dei boss nelle carceri.
Anni dopo un pentito, Francesco Milazzo, rivelò che fu ucciso perché aveva sequestrato un bigliettino fatto arrivare in carcere ai boss Mariano Agate, Raffaele Ganci e Giuseppe Graviano.
Per l'omicidio è stato condannato all'ergastolo come esecutore materiale Vito Mazzara, «capo famiglia» di Valderice, professionista che partecipava ai campionati nazionali di tiro a volo, incastrato dalle accuse dell'altro killer Francesco Milazzo, «capo famiglia» di Paceco che iniziò a collaborare con la giustizia. Al termine del processo, i boss mafiosi Matteo Messina Denaro, Vincenzo Virga e Nicolò Di Trapani sono stati riconosciuti come mandanti dell'omicidio e condannati all'ergastolo.

## Onorificenze
Nel 1997 gli è stata assegnata la medaglia d'oro al merito civile alla memoria.
La Provincia regionale di Trapani dal 2007 ha istituito la borsa di studio "Giuseppe Montalto", assegnata ogni anni a parenti di vittime della mafia o di incidenti del lavoro.